# Блуфілдс
Блуфілдс (ісп. Bluefields від англ. Bluefields) — місто і муніципалітет в Нікарагуа, столиця Атлантичного Південного регіону.

## Історія
Місто було назване по імені голландського пірата Абрахама Блаувельта, який переховувався в водах затоки на початку XVII століття. Блуфілдс був місцем зіткнення англійських і голландських піратів в XVI—XVII століттях, в 1678 році він стає столицею англійського протекторату над берегом москітів. Під час вторгнень американців в Нікарагуа (1912-15 і 1926-33 рр.) В місті розміщувалася морська піхота. У 1984 році американці замінували гавань Блуфілдс (поряд з гаванями в Коринто і Пуерто-Сандіно). До 1986 року Блуфілдс був столицею департаменту Селая, розділеного згодом на 2 автономні регіони. Місто серйозно постраждало від урагану Джоан в 1988 році, проте було відновлене.

## Географія
Розташований на сході країни, на узбережжі затоки Блуфілдс, у гирлі річки Енкондідо.

### Клімат
Місто знаходиться у зоні, котра характеризується мусонним кліматом. Найтепліший місяць — травень із середньою температурою 27.8 °C (82 °F). Найхолодніший місяць — січень, із середньою температурою 25.6 °С (78 °F).
| Клімат Блуфілдса        | Клімат Блуфілдса | Клімат Блуфілдса | Клімат Блуфілдса | Клімат Блуфілдса | Клімат Блуфілдса | Клімат Блуфілдса | Клімат Блуфілдса | Клімат Блуфілдса | Клімат Блуфілдса | Клімат Блуфілдса | Клімат Блуфілдса | Клімат Блуфілдса | Клімат Блуфілдса |
| Показник                | Січ.             | Лют.             | Бер.             | Квіт.            | Трав.            | Черв.            | Лип.             | Серп.            | Вер.             | Жовт.            | Лист.            | Груд.            | Рік              |
| Абсолютний максимум, °C | 32               | 36               | 35               | 38               | 36               | 34               | 37               | 33               | 36               | 36               | 37               | 33               | 38               |
| Середній максимум, °C   | 27               | 27               | 28               | 28               | 29               | 28               | 27               | 27               | 28               | 28               | 27               | 27               | 28               |
| Середня температура, °C | 25               | 25               | 26               | 27               | 27               | 27               | 26               | 26               | 26               | 26               | 26               | 25               | 26               |
| Середній мінімум, °C    | 23               | 23               | 24               | 25               | 25               | 25               | 25               | 24               | 24               | 23               | 23               | 23               | 24               |
| Абсолютний мінімум, °C  | 17               | 18               | 17               | 20               | 17               | 20               | 21               | 15               | 17               | 20               | 16               | 17               | 15               |
| Норма опадів, мм        | 280              | 130              | 90               | 100              | 330              | 500              | 680              | 620              | 360              | 410              | 470              | 410              | 4430             |
| ----------------------- | ---------------- | ---------------- | ---------------- | ---------------- | ---------------- | ---------------- | ---------------- | ---------------- | ---------------- | ---------------- | ---------------- | ---------------- | ---------------- |
| Джерело: Weatherbase    |                  |                  |                  |                  |                  |                  |                  |                  |                  |                  |                  |                  |                  |

## Населення
За даними на 2013 рік чисельність населення міста становить 41 746 осіб. Населення становлять головним чином метисами, мискіто і креолами. Є невеликі громади гарифуна, китайців, народів сумо і рама.
Динаміка чисельності населення міста по роках:
| 1971   | 1995   | 2000   | 2005   | 2013   |
| ------ | ------ | ------ | ------ | ------ |
| 14 406 | 33 745 | 36 909 | 38 623 | 41 746 |

## Економіка
Є головним портом країни на Карибському морі, через який експортується деревина, креветки, омари і інші морепродукти.

## Галерея

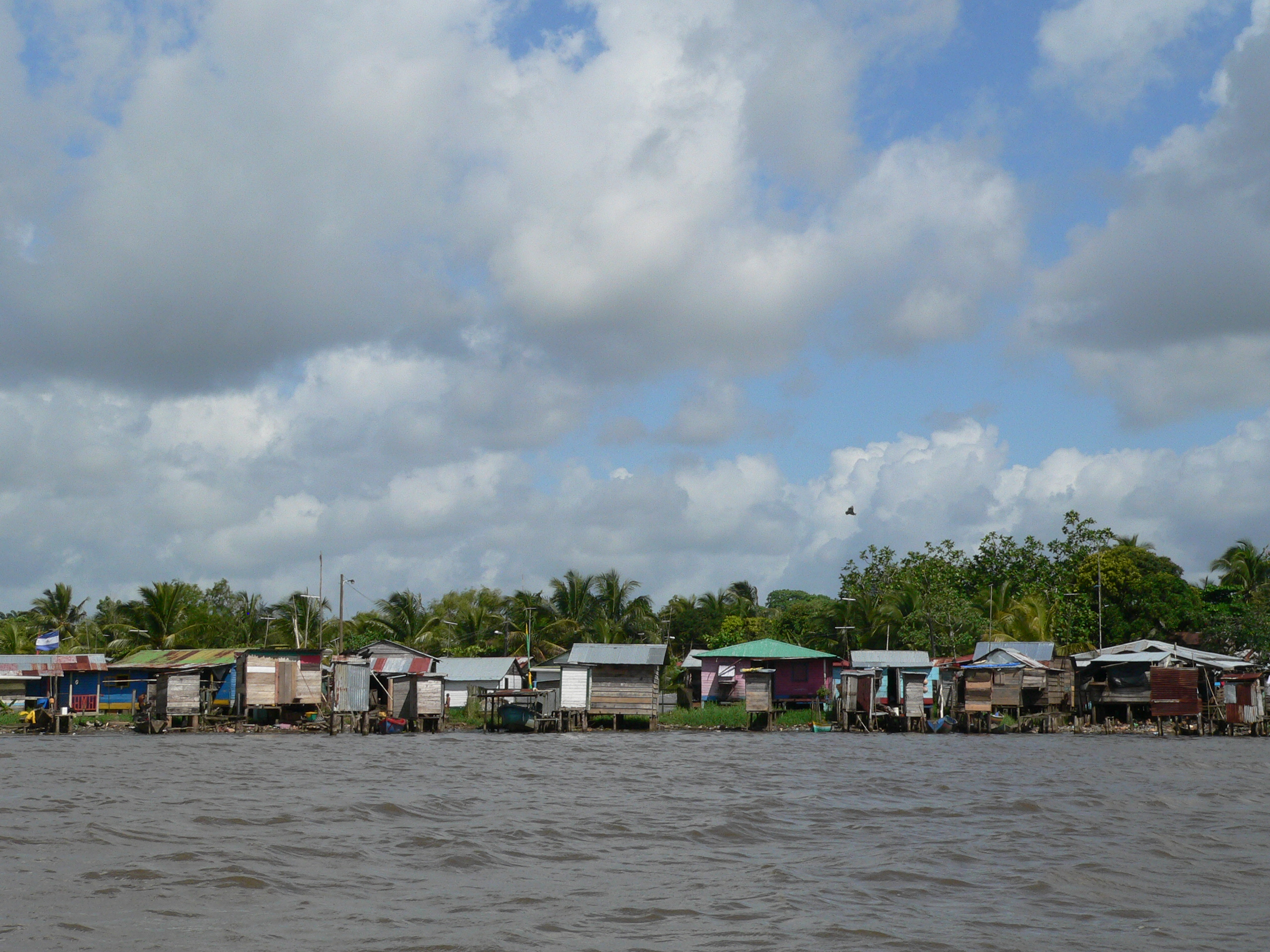
Будинки на воді поблизу Блуфілдсу
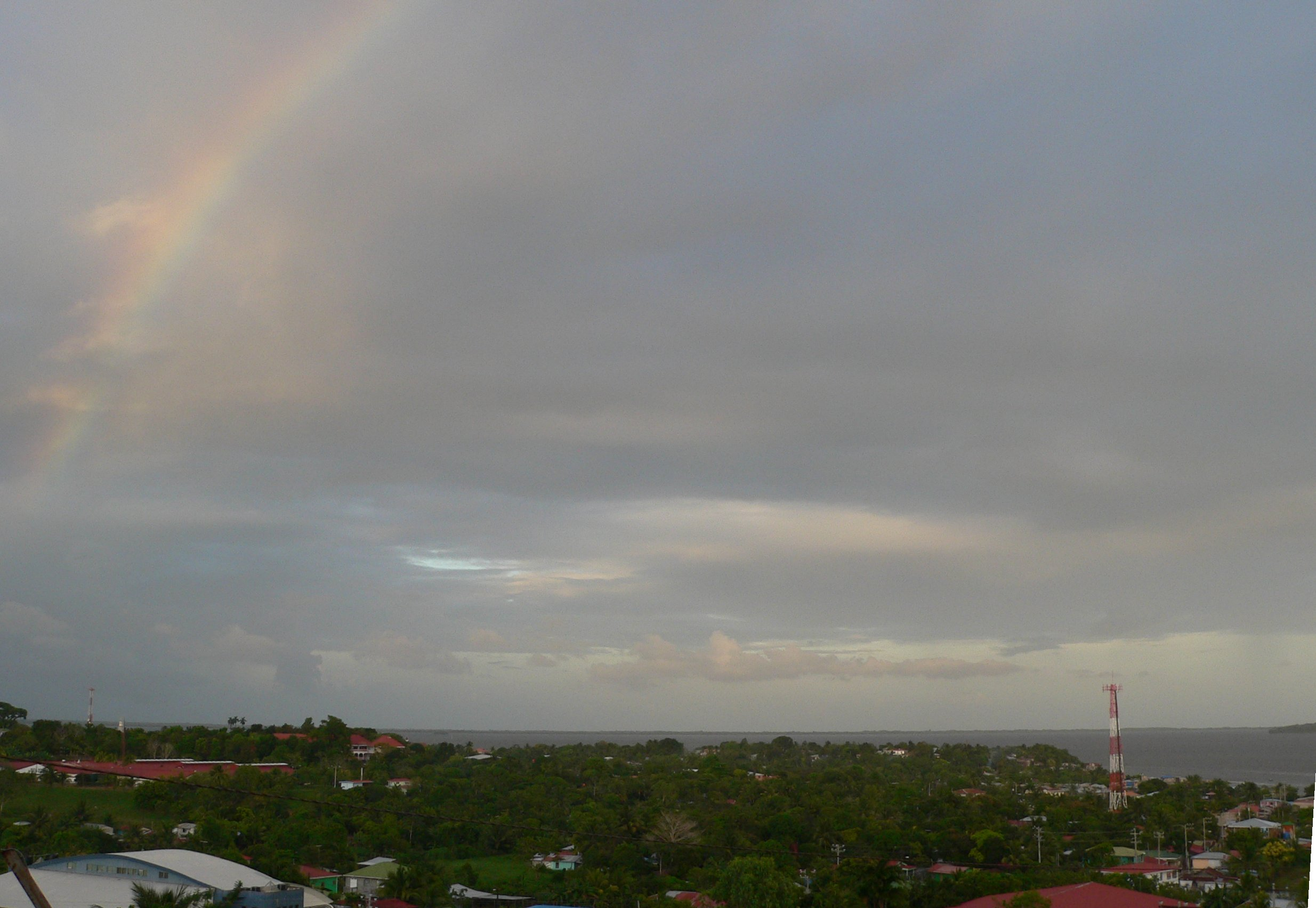
Вид на місто